# Dicliptera cordibracteata
Dicliptera cordibracteata är en akantusväxtart som beskrevs av I.Darbysh.. Dicliptera cordibracteata ingår i släktet Dicliptera och familjen akantusväxter. Inga underarter finns listade i Catalogue of Life.